# Desa Plampang (administrativ by i Indonesien, Jawa Timur)
Desa Plampang är en administrativ by i Indonesien.   Den ligger i provinsen Jawa Timur, i den västra delen av landet, 800 km öster om huvudstaden Jakarta.